# Sorry (singel Beyoncé)
„Sorry” – drugi singel amerykańskiej piosenkarki Beyoncé, promujący jej szósty album, zatytułowany Lemonade. Singel został wydany 3 maja 2016 roku. Twórcami tekstu utworu są Diana Gordon, Sean Rhodan i Beyoncé Knowles, natomiast jego produkcją zajęli się Melo-X, Knowles, Wynter, Gordon, Hit-Boy oraz Stuart White.
„Sorry” pod względem muzycznym łączy w sobie przede wszystkim muzykę electro-R&B. Piosenka porusza tematykę zdrady dokonanej przez mężczyznę z kobietą. W utworze dopatrzono odniesienia do prawdopodobnych zdrad męża piosenkarki, Jaya-Z. Utwór uzyskał w większości pozytywne oraz zróżnicowane oceny od krytyków, którzy chwalili jego muzyczny motyw przewodni, a także wokal Beyoncé. Piosenka zadebiutowała na 11. pozycji Billboard Hot 100 oraz otrzymała w Stanach Zjednoczonych status platynowego singla, przekraczając liczbę miliona sprzedanych kopii.
Teledysk do piosenki pojawił się 23 kwietnia 2016 roku na platformie HBO, gdzie został zaprezentowany 60-minutowy film, zatytułowany Lemonade, w którym zostały ujęte teledyski do wszystkich piosenek z albumu. 22 czerwca tego samego roku wideoklip został wydany w serwisie internetowym Vevo. W teledysku gościnnie  wystąpiła tenisista Serena Williams.

## Lista utworów
- Digital download[1]

1. „Sorry” – 3:52

## Notowania i certyfikaty
| Lista (2016)                        | Najwyższa pozycja |
| ----------------------------------- | ----------------- |
| Australia (Top 50 Singles)          | 74                |
| Francja (Top Singles & Titres)      | 62                |
| Irlandia (Singles Chart)            | 82                |
| Kanada (Billboard Canadian Hot 100) | 40                |
| Stany Zjednoczone (Hot 100)         | 11                |
| Szwecja (Sverigetopplistan)         | 82                |
| Wielka Brytania (UK Singles Chart)  | 33                |

| Lista (2016)                          | Najwyższa pozycja |
| ------------------------------------- | ----------------- |
| Stany Zjednoczone (Billboard Hot 100) | 71                |

| Kraj                         | Certyfikat         | Sprzedaż   |
| ---------------------------- | ------------------ | ---------- |
| Australia (ARIA)             | platynowa płyta    | 70 000+    |
| Brazylia (Pro-Música Brasil) | 3x platynowa płyta | 180 000+   |
| Kanada (MC)                  | platynowa płyta    | 80 000+    |
| Nowa Zelandia (RMNZ)         | złota płyta        | 15 000+    |
| Polska (ZPAV)                | złota płyta        | 25 000+    |
| Stany Zjednoczone (RIAA)     | 4x platynowa płyta | 4 000 000+ |
| Wielka Brytania (BPI)        | złota płyta        | 400 000+   |

## Historia wydania
| Kraj              | Data         | Format            | Wytwórnia          | Źródło |
| ----------------- | ------------ | ----------------- | ------------------ | ------ |
| Stany Zjednoczone | 3 maja 2016  | Top 40 Rhythmic   | Parkwood, Columbia | [ 23 ] |
| Włochy            | 6 maja 2016  | Top 40 Mainstream | Sony               | [ 24 ] |
| Stany Zjednoczone | 10 maja 2016 | Top 40 Mainstream | Parkwood, Columbia | [ 25 ] |